# 妃姬子
妃姬子（日语： Hikiko-san），亦写作日語發音相同的引子，是日本都市传说中的一种妖怪。

## 形象
妃姬子出没于下雨天，穿着破烂的衣物（大多是长裙），手中拖着像是洋娃娃一类东西的女性。见到人以后会翻白眼，嘴咧到耳朵根。这时才发现她拖着走的并不是洋娃娃，而是小学生或同龄小孩子，被在地上反复拖动直到血肉模糊。受害者有在学校欺负人的学生，和看到她的脸的人两种说法。

## 缘起
有多种说法。共同的部分包括：妃姬子原名森妃姬子（日语：もりひきこ）是高挑的美少女优等生，因为在学校里受到了欺负，在家里又受到父母虐待，变成了妖怪。因为改变顺序就成了（家里蹲），也有因为在学校被欺负因而拒绝上学，在家又受到虐待的说法。又可以写作（拖着小孩）。

## 弱点
- 因为曾是美少女，对自己的容貌颇在意，所以看到镜子中的自己会退散
- 讨厌被人说（脸拉长了）
- 依然害怕生前欺负自己的人，所以不会袭击跟他们重名的小孩
- 不会袭击被欺负的小孩[2]